# Nesiana seresis
Nesiana seresis är en insektsart som beskrevs av William Edward China 1925. Nesiana seresis ingår i släktet Nesiana och familjen Eurybrachidae. Inga underarter finns listade i Catalogue of Life.